# Bitica
Bitica är en ort i Ekvatorialguinea. Den ligger i den västra delen av landet, 270 km söder om huvudstaden Malabo. Bitica ligger 28 meter över havet och antalet invånare är 1 464.
Terrängen runt Bitica är platt. Runt Bitica är det ganska glesbefolkat, med 21 invånare per kvadratkilometer. Närmaste större samhälle är Mbini, 17,4 km norr om Bitica. I omgivningarna runt Bitica växer i huvudsak städsegrön lövskog.